# Gare de Versigny
La gare de Versigny est une gare ferroviaire française de la ligne d'Amiens à Laon, située sur le territoire de la commune de Versigny, dans le département de l'Aisne, en région Hauts-de-France.
C'est une halte de la Société nationale des chemins de fer français (SNCF), desservie par des trains TER Hauts-de-France.

## Situation ferroviaire
Établie à 59 m d'altitude, la gare de Versigny est située au point kilométrique (PK) 89,081 de la ligne d'Amiens à Laon, entre les gares voyageurs ouvertes de La Fère et de Crépy - Couvron.
Elle dépend de la région ferroviaire d'Amiens. Elle dispose de deux voies principales (V1 et V2) et deux quais d'une « longueur continue maximale » (longueur utile) : de 200 m pour le quai 1 (V1) et 205 m pour le quai 2 (V2).

## Fréquentation
De 2015 à 2023, selon les estimations de la SNCF, la fréquentation annuelle de la gare s'élève aux nombres indiqués dans le tableau ci-dessous.
| Année               | 2023  | 2022  | 2021  | 2020  | 2019  | 2018  | 2017  | 2016  | 2015  |
| ------------------- | ----- | ----- | ----- | ----- | ----- | ----- | ----- | ----- | ----- |
| Nombre de voyageurs | 2 038 | 2 219 | 2 823 | 1 745 | 2 249 | 2 810 | 4 263 | 6 093 | 6 698 |

## Histoire
Versigny était autrefois reliée à Dercy et Mortiers, via Pouilly-sur-Serre, par une ligne secondaire.

## Service des voyageurs

### Accueil
Halte SNCF, c'est un point d'arrêt non géré (PANG) à accès libre.

### Desserte
Versigny est desservie par des trains régionaux TER Hauts-de-France.

### Intermodalité
Le stationnement des véhicules est possible à proximité de l'ancien bâtiment voyageurs.